# Aston Martin DB11
Aston Martin DB11 är en sportbil som den brittiska biltillverkaren Aston Martin introducerade på Internationella bilsalongen i Genève i mars 2016.

## DB11
DB11:n är första modellen att använda Aston Martins nyutvecklade bottenplatta och den nya V12-motorn med dubbla turboaggregat. Leveranserna startade i slutet av 2016 och priset börjar på 1 900 000 SEK.
Under 2017 introducerades en version med V8-motor från Mercedes-AMG GT.

## Motor
| Modell  | Motor               | Cylindervolym | Effekt                 | Vridmoment                 | Bränslesystem              |
| ------- | ------------------- | ------------- | ---------------------- | -------------------------- | -------------------------- |
| V8      | 8-cyl V-motor DOHC  | 3982 cm³      | 510 hk vid 6 000 v/min | 675 Nm vid 2000-5000 v/min | Direktinsprutning, biturbo |
| V12     | 12-cyl V-motor DOHC | 5204 cm³      | 608 hk vid 6 500 v/min | 700 Nm vid 1750-5000 v/min | Direktinsprutning, biturbo |
| V12 AMR | 12-cyl V-motor DOHC | 5204 cm³      | 640 hk vid 6 500 v/min | 700 Nm vid 1750-5000 v/min | Direktinsprutning, biturbo |

## Bilder

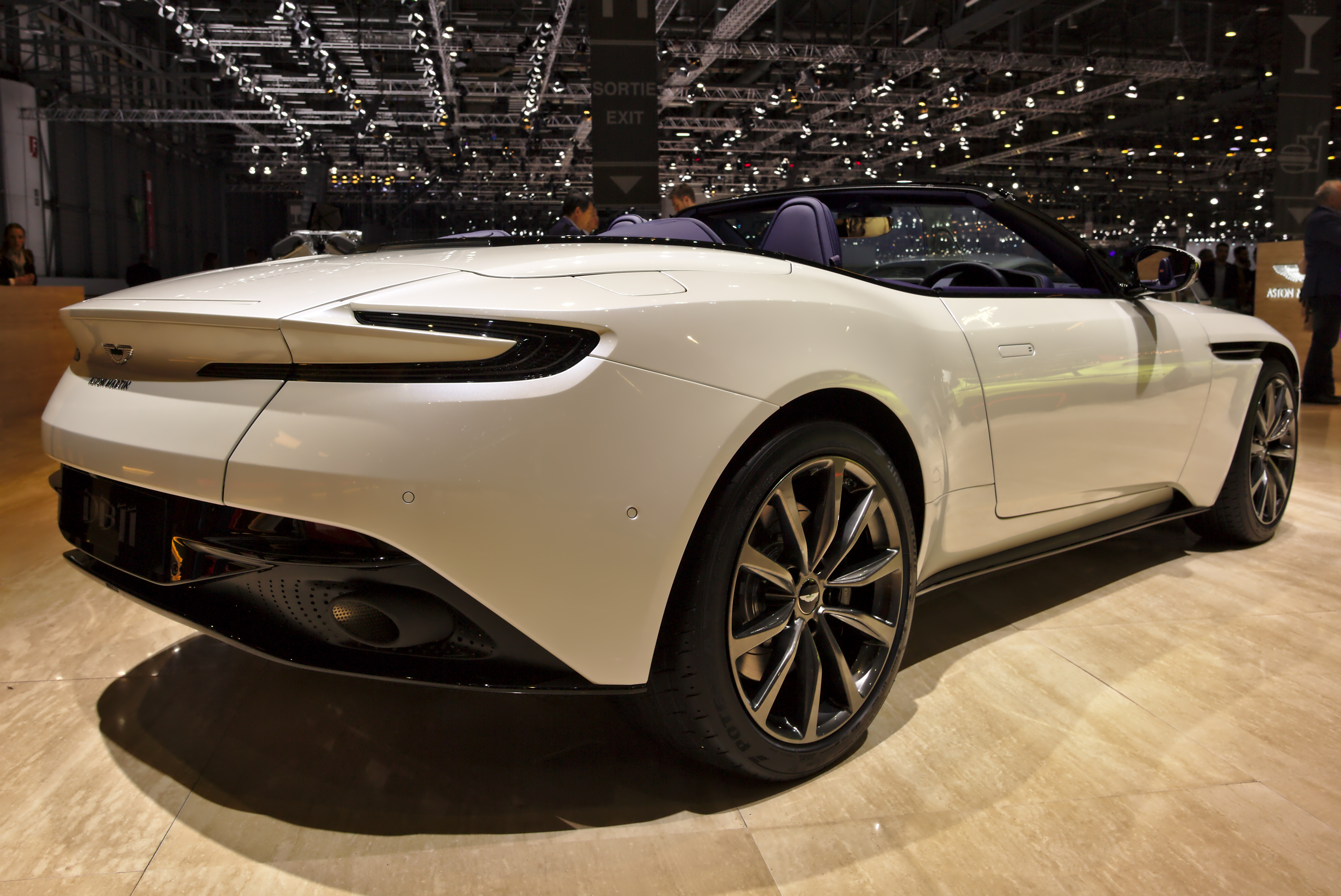
DB11 Volante